# فورمیکولا
فورمیکولا (به ایتالیایی: Formicola) یک کومونه در ایتالیا است که در استان کسرتا واقع شده‌است.

## خصوصیات
فورمیکولا ۱۷٫۴ کیلومترمربع مساحت و ۱٬۵۲۸ نفر جمعیت دارد و ۱۹۲ متر بالاتر از سطح دریا واقع شده‌است.